# Liste des escadrons des Cadets de l'Aviation royale du Canada
(Le statut de chaque escadron est inclus en date de janvier 2017.)
| No et nom                                | lieu                                            | lieu                      | établissement      | dissolution     |
| ---------------------------------------- | ----------------------------------------------- | ------------------------- | ------------------ | --------------- |
| 1 West Montréal                          | Westmount                                       | Québec                    | 24 septembre 1941  | en activité     |
| 2 Jean De Brébeuf                        | Montréal                                        | Québec                    | 1941               | 1950            |
| 2 VandenBos Whitby                       | Whitby                                          | Ontario                   | 8 août 2003        | en activité     |
| 3 Catholic High                          | Montréal                                        | Québec                    | 1941               | 1946            |
| 3 De la Salle                            | Montréal                                        | Québec                    | 1953               | 1971            |
| 3 Striker                                | Strathroy                                       | Ontario                   | 16 août 2004       | en activité     |
| 4 De Maisonneuve                         | Montréal                                        | Québec                    | 12 février 1941    | en activité     |
| 5 Arvida                                 | Arvida                                          | Québec                    | 1941               | 1945            |
| 5 St. Laurent                            | Montréal                                        | Québec                    | 1949               | 1971            |
| 5 Cyclone                                | Russell                                         | Ontario                   | 1er septembre 2005 | en activité     |
| 6 Jim Whitecross                         | Winnipeg                                        | Manitoba                  | 24 septembre 1941  | en activité     |
| 7 Penhold                                | Penhold                                         | Alberta                   | 24 septembre 1941  | en activité     |
| 8 Woodstock                              | Woodstock                                       | Ontario                   | 1941               | 1947            |
| 8 Globemaster                            | Richmond Hill                                   | Ontario                   | 1er novembre 2012  | en activité     |
| 9 Neepawa                                | Neepawa                                         | Manitoba                  | 24 septembre 1941  | en activité     |
| 10 Timmins Kiwanis                       | Timmins                                         | Ontario                   | 24 septembre 1941  | en activité     |
| 11 Lethbridge                            | Lethbridge                                      | Alberta                   | 24 septembre 1941  | en activité     |
| 12 Sherwood Park                         | Edmonton                                        | Alberta                   | 24 septembre 1941  | en activité     |
| 13 Windsor                               | Windsor                                         | Ontario                   | 1941               | 1972            |
| 14 Shawinigan                            | Shawinigan                                      | Québec                    | 24 septembre 1941  | en activité     |
| 15 Medicine Hat                          | Medicine Hat                                    | Alberta                   | 24 septembre 1941  | en activité     |
| 16 Gateway Lions                         | North Bay                                       | Ontario                   | 1941               | 1948            |
| 17 Yorkton                               | Yorkton                                         | Saskatchewan              | 25 septembre 1941  | en activité     |
| 18 Dartmouth Lions                       | Shearwater                                      | Nouvelle-Écosse           | 24 septembre 1941  | en activité     |
| 19 Stratford                             | Stratford                                       | Ontario                   | 19 octobre 1941    | en activité     |
| 20 Freedom Fighter                       | Assiniboia                                      | Saskatchewan              | 28 septembre 1941  | en activité     |
| 21 Mount Royal                           | Montréal                                        | Québec                    | 1940               | 1966            |
| 22 Red Knight                            | Powell River                                    | Colombie-Britannique      | 25 octobre 1941    | en activité     |
| 23 Optimist                              | St. Catharines                                  | Ontario                   | 25 octobre 1941    | en activité     |
| 24 Camrose                               | Camrose                                         | Alberta                   | 1941               | 1944            |
| 24 Red Deer                              | Red Deer                                        | Alberta                   | 3 novembre 1944    | en activité     |
| 25 Campion College                       | Regina                                          | Saskatchewan              | 1941               | 1960            |
| 26 Ukraina                               | Myrnam                                          | Alberta                   | 1941               | 1945            |
| 27 City of London                        | London                                          | Ontario                   | 24 octobre 1941    | en activité     |
| 28 Lacombe                               | Lacombe                                         | Alberta                   | 1941               | 1945            |
| 29 Sydney Kiwanis                        | Sydney                                          | Nouvelle-Écosse           | 28 octobre 1941    | en activité     |
| 30 Wylie Mitchell                        | Estevan                                         | Saskatchewan              | 27 octobre 1941    | en activité     |
| 31 Swift Current                         | Swift Current                                   | Saskatchewan              | 1941               | 1948            |
| 32 Leuther College                       | Regina                                          | Saskatchewan              | 1941               | 1948            |
| 33 Regina Central                        | Regina                                          | Saskatchewan              | 1941               | 1957            |
| 34 Roland Groome                         | Regina                                          | Saskatchewan              | 20 octobre 1941    | en activité     |
| 35 Weyburn                               | Weyburn                                         | Saskatchewan              | 1941               | 1948            |
| 35 Harold Burnell                        | Weyburn                                         | Saskatchewan              | 1951               | 1960            |
| 36 St. Johns                             | Saint-Jean-sur-Richelieu                        | Québec                    | 1941               | 1948            |
| 37 Simcoe                                | Simcoe                                          | Ontario                   | 1941               | 1949            |
| 38 Anavets                               | Prince Albert                                   | Saskatchewan              | 23 octobre 1941    | en activité     |
| 39 Montréal Kiwanis                      | Montréal                                        | Québec                    | 1941               | 1948            |
| 40 Snowbird                              | Moose Jaw                                       | Saskatchewan              | 28 octobre 1941    | en activité     |
| 41 Hercules                              | Regina                                          | Saskatchewan              | 18 octobre 1941    | en activité     |
| 42 Wetaskiwin                            | Wetaskiwin                                      | Alberta                   | 6 novembre 1941    | en activité     |
| 43 The Battlefords                       | North Battleford                                | Saskatchewan              | 22 octobre 1941    | en activité     |
| 44 Sarnia Imperial                       | Sarnia                                          | Ontario                   | 1er novembre 1941  | en activité     |
| 45 Maréchal de l’air Edwards             | Glace Bay                                       | Nouvelle-Écosse           | 1er novembre 1941  | en activité     |
| 50 Lt Colonel Barker VC                  | Dauphin                                         | Manitoba                  | 6 août 1953        | en activité     |
| 51 Canada Aviation and Space Museum      | Ottawa                                          | Ontario                   | 20 novembre 1941   | en activité     |
| 52 City of Calgary                       | Calgary                                         | Alberta                   | 3 décembre 1941    | en activité     |
| 53 C.E. Monty, DFC                       | Summerside                                      | Île-du-Prince-Édouard     | 3 décembre 1941    | en activité     |
| 58 Cmdre A. Dwight Ross, GC, CBE, CD     | Kingston                                        | Ontario                   | 16 décembre 1941   | en activité     |
| 59 Vancouver                             | Vancouver                                       | Colombie-Britannique      | 21 novembre 1941   | 15 octobre 1964 |
| 59 Vancouver                             | Vancouver                                       | Colombie-Britannique      | 23 mai 2014        | en activité     |
| 60 Confederation                         | Charlottetown                                   | Île-du-Prince-Édouard     | 16 décembre 1941   | en activité     |
| 62 Phantom                               | Grimsby                                         | Ontario                   | 23 août 2005       | en activité     |
| 65 Ponoka                                | Ponoka                                          | Alberta                   | 18 décembre 1941   | en activité     |
| 66 Challenger                            | Thunder Bay                                     | Ontario                   | 27 décembre 1941   | en activité     |
| 67 Sherbrooke                            | Sherbrooke                                      | Québec                    | 18 décembre 1941   | en activité     |
| 70 Thunder Bay                           | Thunder Bay                                     | Ontario                   | 22 septembre 2015  | en activité     |
| 77 Arrowhead Truro                       | Truro                                           | Nouvelle-Écosse           | 26 décembre 1941   | en activité     |
| 79 Lynton Davies                         | Port Colborne                                   | Ontario                   | 9 janvier 1942     | en activité     |
| 80 K-W Spitfire                          | Kitchener                                       | Ontario                   | 12 janvier 1942    | en activité     |
| 82 Brandon                               | Brandon                                         | Manitoba                  | 12 janvier 1942    | en activité     |
| 83 Plage de Juno                         | Calgary                                         | Alberta                   | 4 octobre 2010     | en activité     |
| 84 Astra                                 | Thunder Bay                                     | Ontario                   | 22 janvier 1942    | en activité     |
| 85 Tornado                               | Grand Valley                                    | Ontario                   | 1er novembre 1991  | en activité     |
| 87 Eagle                                 | Welland                                         | Ontario                   | 2 février 1942     | en activité     |
| 88 Airdrie Lynx                          | Airdrie                                         | Alberta                   | 1er septembre 2000 | en activité     |
| 89 Pacific                               | Victoria                                        | Colombie-Britannique      | 4 février 1942     | en activité     |
| 92 St-Honoré                             | Saint-Honoré                                    | Québec                    | 1er janvier 1993   | en activité     |
| 94 Newmarket                             | Newmarket                                       | Ontario                   | 22 décembre 1960   | en activité     |
| 96 Alouettes                             | Montréal                                        | Québec                    | 13 février 1942    | en activité     |
| 99 Lynx                                  | Orillia                                         | Ontario                   | 1er octobre 1973   | en activité     |
| 100 Laval                                | Laval                                           | Québec                    | 22 avril 2013      | en activité     |
| 101 Moncton                              | Moncton                                         | Nouveau-Brunswick         | 2 mars 1942        | en activité     |
| 102 Barrie Silver Fox                    | Barrie                                          | Ontario                   | 25 octobre 1948    | en activité     |
| 103 Thunderbird                          | North Vancouver                                 | Colombie-Britannique      | 10 mai 1948        | en activité     |
| 104 Starfighter                          | Brantford                                       | Ontario                   | 1er octobre 1977   | en activité     |
| 106 Windsor Regional                     | Windsor                                         | Nouvelle-Écosse           | 1er mars 1942      | en activité     |
| 107 Spitfire                             | Saskatoon                                       | Saskatchewan              | 2 mars 1942        | en activité     |
| 110 Black Hawk                           | Scarborough                                     | Ontario                   | 1er novembre 1973  | en activité     |
| 111 Pegasus                              | Vancouver                                       | Colombie-Britannique      | 9 avril 1949       | en activité     |
| 121 Red Arrows                           | Guelph                                          | Ontario                   | 24 mars 1942       | en activité     |
| 124 Peace River                          | Rivière-la-Paix                                 | Alberta                   | 14 avril 1942      | en activité     |
| 125 Silver Wings                         | Eastport                                        | Terre-Neuve-et-Labrador   | 9 janvier 1990     | en activité     |
| 126 Optimist                             | Niagara Falls                                   | Ontario                   | 23 avril 1942      | en activité     |
| 128 Thorold                              | Beamsville                                      | Ontario                   | 29 avril 1942      | en activité     |
| 132 Spitfire                             | Brampton                                        | Ontario                   | 1er mars 1984      | en activité     |
| 135 Bell-Irving                          | Vancouver                                       | Colombie-Britannique      | 20 juin 1942       | en activité     |
| 136 Kiowa                                | Ayr                                             | Ontario                   | 1er octobre 2000   | en activité     |
| 140 Aurora                               | Aurora                                          | Ontario                   | 1er septembre 1989 | en activité     |
| 142 Mimico                               | Etobicoke                                       | Ontario                   | 2 juillet 1942     | en activité     |
| 147 Airwolf                              | Chilliwack                                      | Colombie-Britannique      | 31 juillet 1942    | en activité     |
| 150 Hamilton Tiger                       | Hamilton                                        | Ontario                   | 18 février 1970    | en activité     |
| 151 Chadburn                             | Oshawa                                          | Ontario                   | 6 août 1942        | en activité     |
| 153 Varnavair                            | Tillsonburg                                     | Ontario                   | 1er février 1976   | en activité     |
| 154 Amherst Anson                        | Amherst                                         | Nouvelle-Écosse           | 18 avril 2016      | en activité     |
| 155 Borden Gray G.C.                     | Sault Ste. Marie                                | Ontario                   | 18 août 1942       | en activité     |
| 158 Fisher                               | Fisher Branch                                   | Manitoba                  | 1er septembre 1989 | en activité     |
| 161 C.K. Beveridge                       | Saint John                                      | Nouveau-Brunswick         | 18 septembre 1942  | en activité     |
| 164 Shelburne                            | Shelburne                                       | Ontario                   | 1er juillet 1975   | en activité     |
| 166 Bulldog                              | Toronto                                         | Ontario                   | 30 mai 1979        | en activité     |
| 167 Maréchal de l’air Bishop VC          | Owen Sound                                      | Ontario                   | 11 décembre 1942   | en activité     |
| 170 St. James                            | Winnipeg                                        | Manitoba                  | 3 octobre 1942     | en activité     |
| 171 Melfort Pheonix                      | Melfort                                         | Saskatchewan              | 9 novembre 1942    | en activité     |
| 172 North York                           | North York                                      | Ontario                   | inconnu            | inconnu         |
| 172 Clarington                           | Bowmanville                                     | Ontario                   | 1er septembre 2005 | en activité     |
| 173 Royal Tiger                          | Trenton                                         | Ontario                   | 15 octobre 1942    | en activité     |
| 176 Boeing of Canada                     | Winnipeg                                        | Manitoba                  | 16 octobre 1942    | en activité     |
| 177 Air Canada                           | Winnipeg                                        | Manitoba                  | 19 octobre 1942    | en activité     |
| 179 Morden                               | Morden                                          | Manitoba                  | 1er juin 1983      | en activité     |
| 180 Mosquito                             | Toronto                                         | Ontario                   | 30 octobre 1942    | en activité     |
| 182 G.M. Stefnufastur                    | Winnipeg                                        | Manitoba                  | 1er septembre 1983 | en activité     |
| 183 Typhoon                              | Kincardine                                      | Ontario                   | 1er novembre 1988  | en activité     |
| 185 Olds                                 | Olds                                            | Alberta                   | 30 octobre 1942    | en activité     |
| 186 Lloydminster                         | Lloydminster                                    | Saskatchewan              | 30 octobre 1942    | en activité     |
| 187 Foothills                            | High River                                      | Alberta                   | 30 octobre 1942    | en activité     |
| 188 Cobra                                | North York                                      | Ontario                   | 1er novembre 1973  | en activité     |
| 190 Nipawin                              | Nipawin                                         | Saskatchewan              | 4 novembre 1950    | en activité     |
| 191 West Winnipeg Rotary                 | Winnipeg                                        | Manitoba                  | 11 novembre 1942   | en activité     |
| 197 Typhoon                              | Acton                                           | Ontario                   | 29 août 1984       | en activité     |
| 199 St. Vital                            | Winnipeg                                        | Manitoba                  | 29 janvier 2003    | en activité     |
| 200 Wolf                                 | Sudbury                                         | Ontario                   | 7 novembre 1942    | en activité     |
| 201 Dorchester                           | Dorchester                                      | Ontario                   | 1er octobre 1992   | en activité     |
| 204 Black Maria                          | Kamloops                                        | Colombie-Britannique      | 12 novembre 1942   | en activité     |
| 205 Collishaw Nanaimo                    | Nanaimo                                         | Colombie-Britannique      | 12 novembre 1942   | en activité     |
| 211 Ottawa Kiwanis                       | Ottawa                                          | Ontario                   | 13 novembre 1942   | en activité     |
| 212 Ptarmigan                            | Faro                                            | Yukon                     | inconnu            | inconnu         |
| 220 Red River                            | Winnipeg                                        | Manitoba                  | 27 novembre 1942   | en activité     |
| 222 Shuswap                              | Salmon Arm                                      | Colombie-Britannique      | 1er novembre 1993  | en activité     |
| 223 Red Lion                             | Vernon                                          | Colombie-Britannique      | 30 novembre 1942   | en activité     |
| 225 Taber Comet                          | Taber                                           | Alberta                   | 30 avril 1942      | en activité     |
| 226 Trois-Rivières-Ouest                 | Trois-Rivières                                  | Québec                    | 24 décembre 1942   | en activité     |
| 227 Raven                                | Geraldton                                       | Ontario                   | 1er janvier 1983   | en activité     |
| 230 Athabasca                            | Colinton                                        | Alberta                   | 8 décembre 1942    | en activité     |
| 232 Big Horn                             | Oliver                                          | Colombie-Britannique      | 5 octobre 1949     | en activité     |
| 239 Brooks                               | Brooks                                          | Alberta                   | 17 décembre 1942   | en activité     |
| 242 Ross Ferguson                        | Erin                                            | Ontario                   | 1er février 2005   | en activité     |
| 243 Ogopogo                              | Kelowna                                         | Colombie-Britannique      | 29 mars 1963       | en activité     |
| 246 Canadian Progress Club               | Toronto                                         | Ontario                   | 22 décembre 1942   | en activité     |
| 248 Shaunavon                            | Shaunavon                                       | Saskatchewan              | inconnu            | inconnu         |
| 249 Beausejour                           | Beausejour                                      | Manitoba                  | 2 mars 1967        | en activité     |
| 250 Vimy                                 | Halifax                                         | Nouvelle-Écosse           | 9 janvier 1943     | en activité     |
| 253 Claude Nunney VC                     | Lancaster                                       | Ontario                   | 1er novembre 1988  | en activité     |
| 257 Parallel                             | Ladysmith                                       | Colombie-Britannique      | 1er février 1943   | en activité     |
| 258 Little Giant                         | Chetwynd                                        | Colombie-Britannique      | 24 novembre 1987   | en activité     |
| 259 Panther                              | Penticton                                       | Colombie-Britannique      | 22 février 1943    | en activité     |
| 263 Intrepid                             | Melita                                          | Manitoba                  | 15 août 1962       | en activité     |
| 266 Kimberley                            | Kimberley                                       | Colombie-Britannique      | inconnu            | inconnu         |
| 270 Otter                                | Sioux Lookout                                   | Ontario                   | 5 octobre 2016     | en activité     |
| 279 Elk Valley                           | Elkford                                         | Colombie-Britannique      | 15 octobre 1985    | en activité     |
| 282 Rivière-du-Loup                      | Rivière-du-Loup                                 | Québec                    | 11 janvier 1989    | en activité     |
| 283 Woodbridge Legion                    | Woodbridge                                      | Ontario                   | 14 juin 1943       | en activité     |
| 287 Beaumont                             | Beaumont                                        | Alberta                   | 1er janvier 1984   | en activité     |
| 288 Red Fox                              | Kirkland Lake                                   | Ontario                   | 25 juin 1943       | en activité     |
| 291 Blenheim Bomber                      | Blenheim                                        | Ontario                   | 28 janvier 1964    | en activité     |
| 292 Halifax - Fairview Legion Branch 142 | Halifax                                         | Nouvelle-Écosse           | 7 juillet 1943     | en activité     |
| 294 Chatham                              | Chatham                                         | Ontario                   | 14 juillet 1943    | en activité     |
| 295 MacPherson                           | Parry Sound                                     | Ontario                   | 8 juillet 1943     | en activité     |
| 296 City of Cambridge                    | Cambridge                                       | Ontario                   | 8 juillet 1943     | en activité     |
| 299 Yarmouth Lions                       | Yarmouth                                        | Nouvelle-Écosse           | 14 juillet 1943    | en activité     |
| 300 Fisher                               | Biggar                                          | Saskatchewan              | 22 juillet 1943    | en activité     |
| 303 The Pas Elks                         | The Pas                                         | Manitoba                  | 8 février 1952     | en activité     |
| 307 Stonybrook                           | Steinbach                                       | Manitoba                  | 1er février 2006   | en activité     |
| 313 Edmundston                           | Saint-Basile                                    | Nouveau-Brunswick         | 10 août 1943       | en activité     |
| 314 Grand Falls                          | Grand-Sault                                     | Nouveau-Brunswick         | 9 août 1943        | en activité     |
| 315 Newcastle                            | Miramichi                                       | Nouveau-Brunswick         | 9 août 1943        | en activité     |
| 317 Strathclair                          | Strathclair                                     | Manitoba                  | 25 août 1943       | en activité     |
| 325 Cornwall Kiwanis                     | Cornwall                                        | Ontario                   | 20 septembre 1943  | en activité     |
| 327 Southern Kings                       | Montague                                        | Île-du-Prince-Édouard     | 1er septembre 1983 | en activité     |
| 330 Danforth Tech                        | Toronto                                         | Ontario                   | 15 octobre 1943    | en activité     |
| 333 Lord Beaverbrook                     | Fredericton                                     | Nouveau-Brunswick         | 16 octobre 1943    | en activité     |
| 334 Oromocto                             | Oromocto                                        | Nouveau-Brunswick         | 11 juillet 1984    | en activité     |
| 337 Allan Troup                          | Brossard                                        | Ontario                   | 16 octobre 1943    | en activité     |
| 338 Junior Wildcats                      | Brossard                                        | Québec                    | 1er septembre 2021 | en activité     |
| 340 Griffin                              | Port Elgin                                      | Ontario                   | 1er juillet 1979   | en activité     |
| 341 Mundare                              | Lamont                                          | Alberta                   | 27 octobre 1943    | en activité     |
| 342 Bedford Lions                        | Bedford puis Halifax                            | Nouvelle-Écosse           | 28 octobre 1943    | en activité     |
| 349 Campbellton                          | Campbellton                                     | Nouveau-Brunswick         | 18 novembre 1943   | en activité     |
| 350 Cap-de-la-Madeleine                  | Cap-de-la-Madeleine                             | Québec                    | 1944               | inconnu         |
| 351 Silver Star                          | Unionville                                      | Ontario                   | 10 septembre 1987  | en activité     |
| 353 Mile Zero                            | Dawson Creek                                    | Colombie-Britannique      | 12 août 1943       | en activité     |
| 355 Polaris                              | Englehart                                       | Ontario                   | 1er avril 1984     | en activité     |
| 363 Captain Brian Barker                 | Campbell River                                  | Colombie-Britannique      | 30 août 1986       | en activité     |
| 364 Lancaster                            | Windsor                                         | Ontario                   | 1er janvier 1972   | en activité     |
| 365 Kindersley                           | Kindersley                                      | Saskatchewan              | 25 août 2005       | en activité     |
| 374 F/LT Chisholm                        | Stellarton                                      | Nouvelle-Écosse           | 31 mars 1944       | en activité     |
| 379 Glengarry Mustangs                   | Alexandria                                      | Ontario                   | 25 octobre 1984    | en activité     |
| 386 Komox                                | Cap Lazo (en) à Comox                           | Colombie-Britannique      | 6 décembre 1944    | en activité     |
| 395 Edmonton                             | Edmonton                                        | Alberta                   | 3 juillet 1946     | en activité     |
| 396 City of Prince George                | Prince George                                   | Colombie-Britannique      | 5 janvier 1948     | en activité     |
| 397 Trenton                              | Trenton                                         | Nouvelle-Écosse           | 6 août 1947        | en activité     |
| 399 Wilkie                               | Unity                                           | Saskatchewan              | inconnu            | inconnu         |
| 500 Outaouais                            | Gatineau                                        | Québec                    | 31 mars 1948       | en activité     |
| 502 Vallée du Richelieu                  | Belœil (Québec)                                 | Québec                    | 18 août 1971       | en activité     |
| 504 Blatchford Field                     | Edmonton                                        | Alberta                   | 1er septembre 1948 | en activité     |
| 507 Flight Lieutenant McLean             | Kentville                                       | Nouvelle-Écosse           | 14 juin 1949       | en activité     |
| 508 Caribou                              | Saint-Jean de Terre-Neuve                       | Terre-Neuve-et-Labrador   | 2 août 1949        | en activité     |
| 510 Lions                                | Saint-Jean de Terre-Neuve                       | Terre-Neuve-et-Labrador   | 20 septembre 1949  | en activité     |
| 511 Humber                               | Corner Brook                                    | Terre-Neuve-et-Labrador   | 5 octobre 1949     | en activité     |
| 512 Exploits                             | Bishop’s Falls                                  | Terre-Neuve-et-Labrador   | 11 octobre 1949    | en activité     |
| 513 Hornet                               | New Westminster                                 | Colombie-Britannique      | 10 novembre 1949   | en activité     |
| 514 Kinsmen                              | Saint-Jean de Terre-Neuve                       | Terre-Neuve-et-Labrador   | 25 novembre 1949   | en activité     |
| 515 North Atlantic                       | Saint-Jean de Terre-Neuve                       | Terre-Neuve-et-Labrador   | 10 août 2014       | en activité     |
| 517 F/Lt. Graham                         | Greenwood                                       | Nouvelle-Écosse           | 6 janvier 1950     | en activité     |
| 518 Rosemont                             | Montréal                                        | Québec                    | 25 janvier 1950    | en activité     |
| 519 Swan Valley                          | Swan River                                      | Manitoba                  | 3 février 1950     | en activité     |
| 520 Meadow Lake                          | Meadow Lake                                     | Saskatchewan              | 2 mars 1950        | en activité     |
| 521 Aurora                               | Mission                                         | Colombie-Britannique      | 27 mars 1950       | en activité     |
| 524 Sturgeon                             | Bon Accord                                      | Alberta                   | 5 octobre 1950     | en activité     |
| 525 Pathfinder                           | West Vancouver                                  | Colombie-Britannique      | 25 novembre 1950   | en activité     |
| 526 Barrhead Legion                      | Barrhead                                        | Alberta                   | 4 novembre 1950    | en activité     |
| 527 Simonds                              | Saint-Jean                                      | Nouveau-Brunswick         | 4 décembre 1950    | en activité     |
| 528 Argus                                | Brampton                                        | Ontario                   | inconnu            | inconnu         |
| 529 Armdale Kiwanis                      | Halifax                                         | Nouvelle-Écosse           | 4 décembre 1950    | en activité     |
| 530 Havoc                                | Waterloo                                        | Ontario                   | 1er août 1988      | en activité     |
| 531 City of Trail                        | Trail                                           | Colombie-Britannique      | 12 mars 1951       | en activité     |
| 532 Maitland                             | Goderich                                        | Ontario                   | 15 septembre 1978  | en activité     |
| 533 St. Albert                           | Saint-Albert                                    | Alberta                   | 8 mai 1957         | en activité     |
| 534 Raider                               | Peterborough                                    | Ontario                   | 4 septembre 1951   | en activité     |
| 535 Leamington                           | Leamington                                      | Ontario                   | 15 octobre 1958    | en activité     |
| 537 Gander                               | Gander                                          | Terre-Neuve-et-Labrador   | 23 octobre 1951    | en activité     |
| 538 Buffalo                              | Calgary                                         | Alberta                   | 19 octobre 1951    | en activité     |
| 539 High Prairie                         | High Prairie                                    | Alberta                   | 19 octobre 1951    | en activité     |
| 540 Golden Hawks                         | Oakville                                        | Ontario                   | 26 novembre 1951   | en activité     |
| 542 Foam Lake                            | Foam Lake                                       | Saskatchewan              | 27 novembre 1951   | en activité     |
| 543 Wingham                              | Wingham                                         | Ontario                   | 20 janvier 1984    | en activité     |
| 544 Lotbinière                           | Laurier-Station                                 | Québec                    | 1er septembre 1983 | en activité     |
| 545 Privateer                            | Liverpool                                       | Nouvelle-Écosse           | 10 janvier 1952    | en activité     |
| 547 Canuck                               | North Bay                                       | Ontario                   | 17 janvier 1952    | en activité     |
| 550 Donnacona                            | Donnacona                                       | Québec                    | 15 septembre 1991  | en activité     |
| 551 Whitehorse Lions                     | Whitehorse                                      | Yukon                     | 9 février 1952     | en activité     |
| 552 Key City Cranbrook                   | Cranbrook                                       | Colombie-Britannique      | 12 janvier 2008    | en activité     |
| 553 Sherlock                             | Davidson                                        | Saskatchewan              | 1er février 1987   | en activité     |
| 555 Maple Leaf                           | Montréal                                        | Québec                    | 16 mai 1952        | en activité     |
| 561 Osprey                               | Nelson                                          | Colombie-Britannique      | 29 octobre 1952    | en activité     |
| 562 Cabot                                | North Sydney                                    | Nouvelle-Écosse           | 27 novembre 1952   | en activité     |
| 564 Bleriot                              | Montréal                                        | Québec                    | 12 janvier 1953    | en activité     |
| 566 Canora                               | Canora                                          | Saskatchewan              | 26 janvier 1953    | en activité     |
| 567 Random                               | Clarenville                                     | Terre-Neuve-et-Labrador   | 31 juillet 1942    | en activité     |
| 568 Wynyard                              | Wynyard                                         | Saskatchewan              | 26 mars 1953       | en activité     |
| 569 Col. G.N. Henderson                  | Brookfield                                      | Nouvelle-Écosse           | 20 avril 1953      | en activité     |
| 570 Sir Winston Churchill                | Edmonton                                        | Alberta                   | 20 avril 1953      | en activité     |
| 572 Castor                               | Castor                                          | Alberta                   | 22 décembre 1999   | en activité     |
| 573 Andrew Mynarski VC                   | Winnipeg                                        | Manitoba                  | 26 mai 1953        | en activité     |
| 574 Choiceland                           | Choiceland                                      | Saskatchewan              | 22 mai 1953        | en activité     |
| 575 Terrier                              | Aéroport Southport de Portage la Prairie        | Manitoba                  | 2 septembre 1953   | en activité     |
| 577 Grande Prairie                       | Grande Prairie                                  | Alberta                   | 13 novembre 1953   | en activité     |
| 580 Air Marshal Hugh Campbell            | Salisbury                                       | Nouveau-Brunswick         | 3 décembre 1953    | en activité     |
| 581 Castlegar                            | Castlegar                                       | Colombie-Britannique      | 18 février 1954    | en activité     |
| 583 Coronation                           | Maple Ridge                                     | Colombie-Britannique      | 6 janvier 1954     | en activité     |
| 585 Rideau                               | Smiths Falls                                    | Ontario                   | 5 mars 1954        | en activité     |
| 587 Whitney Pier                         | Sydney                                          | Nouvelle-Écosse           | 11 mars 1954       | en activité     |
| 588 Eric Simms                           | St-Laurent                                      | Québec                    | 20 mai 1954        | en activité     |
| 589 Carbonear                            | Carbonear                                       | Terre-Neuve-et-Labrador   | 24 juin 1954       | en activité     |
| 591 Dunlap                               | Sydney Mines                                    | Nouvelle-Écosse           | 21 juin 1954       | en activité     |
| 594 Tobique Valley                       | Weaver                                          | Nouveau-Brunswick         | 19 janvier 2006    | en activité     |
| 596 Phoenix                              | Tatamagouche                                    | Nouvelle-Écosse           | 1er juillet 1997   | en activité     |
| 598 Sabre                                | Cobourg                                         | Ontario                   | 25 novembre 1954   | en activité     |
| 599 Marc Garneau                         | London                                          | Ontario                   | 23 août 2005       | en activité     |
| 600 Starfighter                          | Atikokan                                        | Ontario                   | 1er septembre 1985 | en activité     |
| 601 Macklin                              | Macklin                                         | Saskatchewan              | 7 janvier 1955     | en activité     |
| 602 McCurdy                              | Florence                                        | Nouvelle-Écosse           | 12 février 1955    | en activité     |
| 604 Moose                                | Calgary                                         | Alberta                   | 7 mars 1955        | en activité     |
| 605 Tarry                                | Swift Current                                   | Saskatchewan              | 30 mars 1955       | en activité     |
| 606 Preeceville Harvard                  | Preeceville                                     | Saskatchewan              | 26 avril 1955      | en activité     |
| 607 Drummondville                        | Drummondville                                   | Québec                    | 5 juillet 1955     | en activité     |
| 608 Duke of Edinburgh                    | Belleville                                      | Ontario                   | 22 juin 1962       | en activité     |
| 609 Stevenston                           | Richmond                                        | Colombie-Britannique      | 16 avril 2008      | en activité     |
| 611 Harvard Dunnville                    | Dunnville                                       | Ontario                   | 20 janvier 1984    | en activité     |
| 613 Saint-Jean-Iberville                 | Saint-Jean-sur-Richelieu                        | Québec                    | 9 novembre 1955    | en activité     |
| 614 Forest City                          | London                                          | Ontario                   | 1er octobre 1976   | en activité     |
| 615 Bluenose                             | Halifax                                         | Nouvelle-Écosse           | 9 novembre 1955    | en activité     |
| 617 Dambusters                           | Lewisporte                                      | Terre-Neuve-et-Labrador   | 21 décembre 1955   | en activité     |
| 618 Queen City                           | Toronto                                         | Ontario                   | 10 janvier 1956    | en activité     |
| 621 St-Laurent                           | Saint-Laurent                                   | Québec                    | 7 mars 1956        | en activité     |
| 622 Frontenac                            | Montréal                                        | Québec                    | 1er mai 1959       | en activité     |
| 624 Tisdale                              | Tisdale                                         | Saskatchewan              | 1er mai 1956       | en activité     |
| 626 Châteauguay                          | Châteauguay                                     | Québec                    | 6 septembre 1956   | en activité     |
| 629 Kiwanis-Sillery                      | Québec                                          | Québec                    | 8 novembre 1956    | en activité     |
| 630 Rotary Beauport                      | Beauport                                        | Québec                    | 14 novembre 1956   | en activité     |
| 631 Sentinel                             | Scarborough                                     | Ontario                   | 21 novembre 1956   | en activité     |
| 632 Phoenix                              | Orléans                                         | Ontario                   | 1er janvier 1991   | en activité     |
| 633 Kamsack                              | Kamsack                                         | Saskatchewan              | 2 janvier 1957     | en activité     |
| 634 Jonquière                            | Jonquière                                       | Québec                    | 17 décembre 1956   | en activité     |
| 635 Asbestos-Danville                    | Asbestos                                        | Québec                    | 17 décembre 1956   | en activité     |
| 636 Aigle Rouyn-Noranda                  | Rouyn-Noranda                                   | Québec                    | 9 janvier 1957     | en activité     |
| 637 Arrow                                | Burnaby                                         | Colombie-Britannique      | 15 janvier 1957    | en activité     |
| 638 Algonquin                            | Pembroke                                        | Ontario                   | 15 janvier 1957    | en activité     |
| 639 F.P. McLaren                         | Petitcodiac                                     | Nouveau-Brunswick         | 28 janvier 1957    | en activité     |
| 640 Chaleur                              | Bathurst                                        | Nouveau-Brunswick         | 26 février 1957    | en activité     |
| 641 West Prince                          | Tignish                                         | Île-du-Prince-Édouard     | 26 février 1957    | en activité     |
| 643 Saint-Hubert                         | Saint-Hubert                                    | Québec                    | 26 mars 1957       | en activité     |
| 644 Camrose Rotary                       | Camrose                                         | Alberta                   | 26 mars 1957       | en activité     |
| 645 Kenora Lions                         | Kenora                                          | Ontario                   | 28 mars 1957       | en activité     |
| 646 Castor                               | La Tuque                                        | Québec                    | 4 juillet 1957     | en activité     |
| 647 Kapuskasing Kodiak                   | Kapuskasing                                     | Ontario                   | 25 septembre 1957  | inconnu         |
| 648 Lachute                              | Brownsburg-Chatham                              | Québec                    | inconnu            | inconnu         |
| 650 Gouverneur Général Georges P. Vanier | Moncton                                         | Nouveau-Brunswick         | 4 septembre 1957   | en activité     |
| 652 M and D Lions                        | Shubénacadie                                    | Nouvelle-Écosse           | 1er avril 1984     | en activité     |
| 653 Champlain                            | Renfrew                                         | Ontario                   | 9 septembre 1957   | en activité     |
| 654 Baie-Comeau                          | Baie-Comeau                                     | Québec                    | 21 octobre 1957    | en activité     |
| 655 Richmond                             | Richmond                                        | Colombie-Britannique      | 22 octobre 1957    | en activité     |
| 657 Saguenay                             | La Baie                                         | Québec                    | 4 novembre 1957    | en activité     |
| 659 Brock                                | Pefferlaw                                       | Ontario                   | 1er mai 1983       | en activité     |
| 660 Des Mille-Îles                       | Laval-Ouest                                     | Québec                    | 27 novembre 1957   | en activité     |
| 661 Lt W.F. Sharpe                       | Prescott                                        | Ontario                   | 27 novembre 1957   | en activité     |
| 664 Medley                               | Cold Lake                                       | Alberta                   | 23 décembre 1957   | en activité     |
| 670 Haut-St-François                     | East Angus                                      | Québec                    | 1er septembre 1985 | en activité     |
| 675 Bow Valley                           | Oxbow                                           | Saskatchewan              | 3 juillet 1958     | en activité     |
| 676 Kittyhawk                            | Sidney                                          | Colombie-Britannique      | 3 juillet 1958     | en activité     |
| 677 Russell                              | Russell                                         | Manitoba                  | 3 juillet 1958     | en activité     |
| 679 Blackville                           | Miramichi                                       | Nouveau-Brunswick         | 9 mai 1984         | en activité     |
| 681 Tantramar                            | Sackville                                       | Nouveau-Brunswick         | 16 septembre 1958  | en activité     |
| 682 Laurentides                          | Saint-Jérôme                                    | Québec                    | 16 septembre 1958  | en activité     |
| 686 Dorval                               | Lachine                                         | Québec                    | 10 décembre 1958   | en activité     |
| 687 Richelieu-Laval                      | Laval-des-Rapides                               | Québec                    | 10 décembre 1958   | en activité     |
| 689 Handley Page                         | Parrsboro                                       | Nouvelle-Écosse           | 1er avril 1985     | en activité     |
| 690 Lakeshore                            | Pointe-Claire                                   | Québec                    | 7 mai 1959         | en activité     |
| 691 Hawk                                 | Indian Head                                     | Saskatchewan              | 9 avril 1959       | en activité     |
| 692 BCIT Aerospace                       | Richmond                                        | Colombie-Britannique      | 7 mai 1959         | en activité     |
| 693 Sydney Rotary                        | Sydney                                          | Nouvelle-Écosse           | 7 mai 1959         | en activité     |
| 696 Golden Wing                          | Blind River                                     | Ontario                   | 7 mai 1959         | en activité     |
| 697 Rotary Rimouski                      | Rimouski                                        | Québec                    | 7 mai 1959         | en activité     |
| 699 Jasper Place                         | Edmonton                                        | Alberta                   | 19 novembre 1959   | en activité     |
| 700 David Hornell VC                     | Weston                                          | Ontario                   | 8 avril 1960       | en activité     |
| 702 Lynx                                 | Saskatoon                                       | Saskatchewan              | 19 octobre 1960    | en activité     |
| 703 Optimist                             | Regina                                          | Saskatchewan              | 19 octobre 1960    | en activité     |
| 704 Air Force City                       | Trenton                                         | Ontario                   | 3 novembre 1960    | en activité     |
| 706 Ottawa Snowy Owl                     | Ottawa                                          | Ontario                   | 7 décembre 1960    | en activité     |
| 707 Major-Général Richard Rohmer         | Etobicoke                                       | Ontario                   | 22 décembre 2010   | en activité     |
| 708 Stephenville                         | Stephenville                                    | Terre-Neuve-et-Labrador   | 15 février 1961    | en activité     |
| 709 Vimont-Auteuil                       | Vimont-Auteuil                                  | Québec                    | 15 février 1961    | en activité     |
| 710 Sainte-Rose                          | Sainte-Rose                                     | Québec                    | 15 février 1961    | en activité     |
| 711 Pierre Boucher                       | Boucherville                                    | Québec                    | 1er novembre 1985  | en activité     |
| 713 Thunderbolt                          | Stoney Creek                                    | Ontario                   | 7 juillet 1961     | en activité     |
| 714 Georgian Triangle                    | Wasaga Beach                                    | Ontario                   | 10 novembre 1961   | en activité     |
| 715 Mohawk                               | Burlington                                      | Ontario                   | 21 décembre 1961   | en activité     |
| 716 Laurentien                           | Saint-Jovite                                    | Québec                    | 6 mars 1962        | en activité     |
| 718 Yukon                                | Port Hope                                       | Ontario                   | 19 mars 1962       | en activité     |
| 719 Stora                                | Port Hawkesbury                                 | Nouvelle-Écosse           | 6 avril 1962       | en activité     |
| 721 Hawk                                 | Whitecourt                                      | Alberta                   | 8 janvier 1998     | en activité     |
| 723 Moose Mountain                       | Carlyle                                         | Saskatchewan              | 16 août 1962       | en activité     |
| 724 Midland Lions                        | Midland                                         | Ontario                   | 18 septembre 1962  | en activité     |
| 725 Massey-Vanier                        | Cowansville                                     | Québec                    | 18 septembre 1962  | en activité     |
| 728 La Vérendrye                         | Val d’Or                                        | Québec                    | 14 décembre 1962   | en activité     |
| 729 Salaberry                            | Valleyfield                                     | Québec                    | 28 décembre 1962   | en activité     |
| 733 Drayton Valley                       | Drayton Valley                                  | Alberta                   | 22 avril 1963      | en activité     |
| 734 Alliston                             | Alliston                                        | Ontario                   | 10 avril 1963      | en activité     |
| 735 Firebird                             | Hamilton                                        | Ontario                   | 24 mai 1963        | en activité     |
| 736 Mont-Joli                            | Mont-Joli                                       | Québec                    | 27 mai 1963        | en activité     |
| 737 Thompson                             | Thompson                                        | Manitoba                  | 27 mai 1963        | en activité     |
| 738 Kingsmill                            | Shelburne                                       | Nouvelle-Écosse           | 26 août 1963       | en activité     |
| 739 Vallée du Lièvre                     | Mont-Laurier                                    | Québec                    | 6 septembre 1963   | en activité     |
| 741 Elgin                                | St. Thomas                                      | Ontario                   | 23 septembre 1963  | en activité     |
| 742 National Capital                     | Ottawa                                          | Ontario                   | 5 novembre 1963    | en activité     |
| 744 Cowichan                             | Duncan                                          | Colombie-Britannique      | 5 novembre 1963    | en activité     |
| 745 Porcupine Plain                      | Porcupine Plain                                 | Saskatchewan              | 15 janvier 1980    | en activité     |
| 746 Lightning Hawk                       | Langley                                         | Colombie-Britannique      | 9 janvier 1964     | en activité     |
| 747 Unicorn                              | Terrace                                         | Colombie-Britannique      | 28 janvier 1964    | en activité     |
| 749 Liberator                            | Saint-Donat                                     | Québec                    | 1997               | 25 juin 2011    |
| 752 Ed Campbell                          | Melville                                        | Saskatchewan              | 28 septembre 1964  | en activité     |
| 754 Phoenix                              | Port Moody                                      | Colombie-Britannique      | 4 janvier 1965     | en activité     |
| 755 Parkland                             | Spruce Grove                                    | Alberta                   | 21 mai 1965        | en activité     |
| 756 Wild Goose                           | Georgetown                                      | Ontario                   | 15 septembre 1968  | en activité     |
| 757 Optimiste Mascouche                  | Mascouche                                       | Québec                    | 15 septembre 1968  | en activité     |
| 758 Argus                                | Brampton                                        | Ontario                   | 10 novembre 1965   | en activité     |
| 759 Falcon                               | North Vancouver—Burnaby puis North Burnaby (en) | Colombie-Britannique      | 23 décembre 1965   | en activité     |
| 761 Région du Kamouraska                 | La Pocatière                                    | Québec                    | 25 avril 1966      | en activité     |
| 763 Bouctouche                           | Bouctouche                                      | Nouveau-Brunswick         | 5 mai 1966         | en activité     |
| 764 Goose Bay                            | Goose Bay                                       | Terre-Neuve-et-Labrador   | 27 juillet 1966    | en activité     |
| 766 Roberval                             | Roberval                                        | Québec                    | 5 janvier 1967     | en activité     |
| 767 Dearman                              | Surrey                                          | Colombie-Britannique      | 1967               | en activité     |
| 768 Jet Ranger                           | Quesnel                                         | Colombie-Britannique      | 23 janvier 1967    | en activité     |
| 769 Centennaires                         | Listowel puis Listowel                          | Ontario                   | 1er juin 1967      | en activité     |
| 772 Vanier                               | Trois-Rivières                                  | Québec                    | 28 juin 1967       | en activité     |
| 773 Richibuctou                          | Richibouctou                                    | Nouveau-Brunswick         | 11 avril 1967      | en activité     |
| 774 St. Anthony and Area                 | St. Anthony                                     | Terre-Neuve-et-Labrador   | 3 octobre 1967     | en activité     |
| 775 Thetford Mines                       | Thetford Mines                                  | Québec                    | 17 septembre 1968  | en activité     |
| 776 Rotary-Lévis                         | Lévis                                           | Québec                    | 14 novembre 1968   | en activité     |
| 777 Neptune                              | Port Coquitlam                                  | Colombie-Britannique      | 29 septembre 2004  | en activité     |
| 778 Banshee                              | Richmond Hill                                   | Ontario                   | 21 janvier 1969    | en activité     |
| 779 Black Knight                         | Mount Hope                                      | Ontario                   | 21 janvier 1969    | en activité     |
| 780 Freshwater                           | Gambo                                           | Terre-Neuve-et-Labrador   | 20 février 1969    | en activité     |
| 781 Calgary                              | Calgary                                         | Alberta                   | 6 mars 1969        | en activité     |
| 783 Roussillon                           | Candiac                                         | Québec                    | 17 avril 1969      | en activité     |
| 784 St-Vincent-de-Paul                   | Laval                                           | Québec                    | 17 avril 1969      | en activité     |
| 785 Saint-Eustache Kiwanis               | Saint-Eustache                                  | Québec                    | 12 mai 1969        | en activité     |
| 787 Banshee                              | Mackenzie                                       | Colombie-Britannique      | 20 janvier 1984    | en activité     |
| 789 LT. Robert Hampton Gray VC           | Mississauga                                     | Ontario                   | 11 janvier 2013    | en activité     |
| 791 Tracadie                             | Tracadie                                        | Nouveau-Brunswick         | 1er mars 1970      | en activité     |
| 792 MAJ. J.W. MCCARTHY                   | Iroquois Falls                                  | Ontario                   | 19 mars 1970       | en activité     |
| 795 Iqaluit                              | Iqaluit                                         | Nunavut                   | 1er octobre 1970   | en activité     |
| 796 Lasalle Legion                       | LaSalle                                         | Québec                    | 2 novembre 1970    | en activité     |
| 797 Lanigan K of C                       | Lanigan                                         | Saskatchewan              | 1er décembre 1970  | en activité     |
| 798 Lac St-Charles                       | Lac St-Charles                                  | Québec                    | 1er janvier 1971   | en activité     |
| 799 Optimiste                            | Chicoutimi                                      | Québec                    | 1er janvier 1971   | en activité     |
| 800 Black Forest                         | Mississauga                                     | Ontario                   | 1er août 1997      | en activité     |
| 801 Montréal Nord                        | Montréal-Nord                                   | Québec                    | 1er janvier 1971   | en activité     |
| 802 Pipestone                            | Moosomin                                        | Saskatchewan              | 21 avril 1971      | en activité     |
| 803 North Shore Sabre                    | Pierrefonds                                     | Québec                    | 26 mai 1971        | en activité     |
| 804 Lions d’Alma                         | Alma                                            | Québec                    | 23 juillet 1971    | en activité     |
| 806 Optimiste Sainte-Thérèse             | Sainte-Thérèse                                  | Québec                    | 20 septembre 1971  | en activité     |
| 807 Mount Pearl Kinsmen                  | Mount Pearl                                     | Terre-Neuve-et-Labrador   | 20 septembre 1971  | en activité     |
| 808 Coquitlam                            | Coquitlam                                       | Colombie-Britannique      | 15 septembre 2016  | en activité     |
| 809 Newark                               | Niagara-on-the-Lake                             | Ontario                   | 22 septembre 1971  | en activité     |
| 810 Grant McConachie                     | Edmonton                                        | Alberta                   | 1er octobre 1971   | en activité     |
| 811 Laprairie                            | Laprairie                                       | Québec                    | 1er octobre 1971   | en activité     |
| 812 Hanover                              | Hanover                                         | Ontario                   | 29 octobre 1971    | en activité     |
| 814 Optimiste Plessisville               | Plessisville                                    | Québec                    | 21 décembre 1971   | en activité     |
| 815 Grand-Mère Légion canadienne         | Grand-Mère                                      | Québec                    | 7 janvier 1972     | en activité     |
| 816 Rogersville                          | Rogersville                                     | Nouveau-Brunswick         | 1er décembre 1993  | en activité     |
| 817 Général J.V. Allard                  | Nicolet                                         | Québec                    | 10 mars 1972       | en activité     |
| 818 Falcon                               | Toronto                                         | Ontario                   | 15 mai 1972        | en activité     |
| 819 Skyhawk                              | North Delta                                     | Colombie-Britannique      | 15 mars 1972       | en activité     |
| 820 Chris Hadfield                       | Milton                                          | Ontario                   | 5 avril 1972       | en activité     |
| 821 Victoriaville                        | Victoriaville                                   | Québec                    | 12 avril 1972      | en activité     |
| 822 Tutor                                | Breslau                                         | Ontario                   | 13 juillet 1972    | en activité     |
| 823 Cap-Pelé                             | Cap-Pelé                                        | Nouveau-Brunswick         | Inconnu            | Inconnu         |
| 824 Silver Dart                          | St. Peter’s                                     | Nouvelle-Écosse           | 1er septembre 1972 | en activité     |
| 825 Yellowknife Elks                     | Yellowknife                                     | Territoires du Nord-Ouest | 24 novembre 1972   | en activité     |
| 826 Gryphon                              | Hamilton                                        | Ontario                   | 1er janvier 1973   | en activité     |
| 827 Longueuil                            | Longueuil                                       | Québec                    | 12 janvier 1973    | en activité     |
| 828 Hurricane                            | Delta                                           | Colombie-Britannique      | 16 janvier 1973    | en activité     |
| 830 Pierrefonds                          | Pierrefonds                                     | Québec                    | 1er septembre 1974 | en activité     |
| 831 Leduc                                | Leduc                                           | Alberta                   | 1er septembre 1974 | en activité     |
| 832 Twillick Clarence-Rockland           | Ottawa                                          | Ontario                   | 1er septembre 1974 | en activité     |
| 834 Lions de Warwick                     | Warwick                                         | Québec                    | 1er septembre 1974 | en activité     |
| 835 Griffin                              | Squamish                                        | Colombie-Britannique      | 1er décembre 1974  | en activité     |
| 836 Clair                                | Clair                                           | Nouveau-Brunswick         | 1975               | 30 mai 2015     |
| 837 Northeast                            | Springdale                                      | Terre-Neuve-et-Labrador   | 1er février 1975   | en activité     |
| 838 Chapais                              | Chapais                                         | Québec                    | 1er septembre 1975 | en activité     |
| 839 Lions Chibougamau                    | Chibougamau                                     | Québec                    | 1er janvier 1976   | en activité     |
| 840 Indian Bay                           | Centreville                                     | Terre-Neuve-et-Labrador   | 19 janvier 1976    | en activité     |
| 841 Boundary                             | Grand Forks                                     | Colombie-Britannique      | 23 août 2005       | en activité     |
| 842 Bomber                               | Grand Falls-Windsor                             | Terre-Neuve-et-Labrador   | 1er mars 1976      | en activité     |
| 844 Norseman                             | Huntsville                                      | Ontario                   | 1er juillet 1976   | en activité     |
| 845 Avro Arrow                           | Mississauga                                     | Ontario                   | 1er juillet 1976   | en activité     |
| 846 Dolbeau                              | Dolbeau                                         | Québec                    | 1er décembre 1976  | en activité     |
| 848 Royal Roads                          | Victoria                                        | Colombie-Britannique      | 1er novembre 1976  | en activité     |
| 851 Prince Edward                        | Picton                                          | Ontario                   | 1er septembre 1977 | en activité     |
| 853 Lions Montmagny                      | Montmagny                                       | Québec                    | 1er juillet 1977   | en activité     |
| 855 Baie-Sainte-Anne                     | Baie-Sainte-Anne                                | Nouveau-Brunswick         | inconnu            | inconnu         |
| 856 Pickering Kinsmen                    | Pickering                                       | Ontario                   | 1er septembre 1998 | en activité     |
| 857 Roncalli                             | Port Saunders                                   | Terre-Neuve-et-Labrador   | 1er février 1978   | en activité     |
| 858 Skookumchuck                         | Sechelt                                         | Colombie-Britannique      | 1er octobre 1998   | en activité     |
| 859 Crowsnest                            | Blairmore                                       | Alberta                   | 1er janvier 1978   | en activité     |
| 861 Silverfox                            | Abbotsford                                      | Colombie-Britannique      | 18 août 1978       | en activité     |
| 862 Lambeth Lightning                    | Lambeth                                         | Ontario                   | 1er octobre 1978   | en activité     |
| 865 Dartmouth Kiwanis                    | Dartmouth                                       | Nouvelle-Écosse           | 1er février 1979   | en activité     |
| 866 Dalhousie                            | Dalhousie                                       | Nouveau-Brunswick         | 22 février 1979    | en activité     |
| 867 Vaudreuil-Dorion                     | Vaudreuil-Dorion                                | Québec                    | 1er mars 1979      | en activité     |
| 868 Rotary Northstar                     | Fort McMurray                                   | Alberta                   | 1er mai 1979       | en activité     |
| 870 Vampire                              | Brockville                                      | Ontario                   | 1er septembre 1979 | en activité     |
| 872 Kiwanis Kanata                       | Kanata                                          | Ontario                   | 10 janvier 1980    | en activité     |
| 874 Tiger Moth                           | Edson                                           | Alberta                   | 1er février 1980   | en activité     |
| 875 Antigonish Lions                     | Antigonish                                      | Nouvelle-Écosse           | 20 mars 1980       | en activité     |
| 876 Lincoln Alexander                    | Scarborough                                     | Ontario                   | 15 mai 1980        | en activité     |
| 877 Neguac                               | Néguac                                          | Nouveau-Brunswick         | 21 juillet 1980    | en activité     |
| 878 Banff/Canmore                        | Canmore                                         | Alberta                   | 1er juillet 1980   | en activité     |
| 879 Sir Wilfrid-Laurier                  | Saint-Lin-Laurentides                           | Québec                    | 30 septembre 1980  | en activité     |
| 881 St-Joseph de Beauce                  | Saint-Joseph-de-Beauce                          | Québec                    | 1er décembre 1980  | en activité     |
| 883 Commodore Leonard Birchall           | Markham                                         | Ontario                   | 28 septembre 2011  | en activité     |
| 884 Malartic                             | Malartic                                        | Québec                    | 27 avril 1981      | en activité     |
| 888 Avenger                              | Wakaw                                           | Saskatchewan              | 30 mars 2010       | en activité     |
| 889 Osprey                               | La Ronge                                        | Saskatchewan              | 30 mars 1982       | en activité     |
| 890 St-Georges-de-Beauce                 | Saint-Georges-de-Beauce                         | Québec                    | 1er janvier 1993   | en activité     |
| 891 Souris                               | Souris                                          | Île-du-Prince-Édouard     | inconnu            | 2005            |
| 892 Snowy Owl                            | Cheltenham à Caledon                            | Ontario                   | 29 septembre 1982  | en activité     |
| 893 Beaufort                             | Parksville                                      | Colombie-Britannique      | 20 septembre 1983  | en activité     |
| 894 Charlesbourg                         | Charlesbourg                                    | Québec                    | 1er janvier 1983   | en activité     |
| 895 Fred Campbell                        | Mount Forest                                    | Ontario                   | 1er janvier 1983   | en activité     |
| 898 Optimiste Brossard                   | Brossard                                        | Québec                    | 1er avril 1983     | en activité     |
| 899 Vanderhoof                           | Vanderhoof                                      | Colombie-Britannique      | 1er mai 1983       | en activité     |
| 900 Maiingan                             | Marathon                                        | Ontario                   | 12 juin 1989       | en activité     |
| 901 Kiwanis Val Bélair                   | Val-Bélair                                      | Québec                    | 1er janvier 1990   | en activité     |
| 902 Summerland                           | Summerland                                      | Colombie-Britannique      | 2 janvier 1991     | en activité     |
| 903 Strathmore                           | Strathmore                                      | Alberta                   | 1er septembre 1999 | en activité     |
| 904 Kootenai                             | Creston                                         | Colombie-Britannique      | 12 décembre 1999   | en activité     |
| 905 Viking                               | Paradise                                        | Terre-Neuve-et-Labrador   | 1er janvier 2003   | en activité     |
| 906 Machin                               | Vermilion Bay                                   | Ontario                   | 26 janvier 2014    | en activité     |
| 907 Black Knights                        | White Rock                                      | Colombie-Britannique      | 1er septembre 2001 | en activité     |
| 908 Rainy Lake                           | Fort Frances                                    | Ontario                   | 24 mars 2014       | en activité     |
| 909 Peregrine                            | Westbank                                        | Colombie-Britannique      | 16 décembre 2003   | en activité     |
| 911 Memphrémagog                         | Magog                                           | Québec                    | 1er septembre 1996 | en activité     |
| 918 Griffon                              | Calgary                                         | Alberta                   | 2 mars 2019        | en activité     |
| 921 Ancienne-Lorette                     | Ancienne-Lorette                                | Québec                    | 1er avril 1992     | en activité     |
| 952 Westjet                              | Calgary                                         | Alberta                   | 10 avril 2013      | en activité     |
| 953 St-Hyacinthe                         | Saint-Hyacinthe                                 | Québec                    | 1er septembre 1995 | en activité     |
| 999 Loyalist Thunderbird                 | Kingston                                        | Ontario                   | 1er septembre 2005 | en activité     |